# 谷津勲
谷津 勲（やつ いさお、本名：石渡 久夫（いしわたり ひさお）、旧芸名：八津 勲、1929年11月19日 - 2008年4月18日）は、日本の俳優。

## 人物
- 血液型はO型。神奈川県出身[2]。中央大学商学部卒[3]。
- 土の会[3]、同人舎プロダクション[3]、テアトル・エコー[4]、劇団東芸[5]、ぐるーぷえいと[6]、宝井プロジェクトなどに所属していた[2]。
- 趣味は美術、クラシック、シャンソン、伊豆弁。
- 文化放送のDJオーディションに合格し[2]、『おはようコーラス』の司会を担当する。
- 声種はバリトン[6]。若手時代から低音の持ち主で、1970年代は声優としても活躍していた。
- 2008年4月18日に肺炎で逝去。『オトコマエ!』第3・4話『はめられた』前後編が最後の出演作となった。なお、5月31日放送の『瞳』にも熱海の温泉客で出演していた。
- 2010年放送の『警部補 矢部謙三』第5・6話に写真で出演した。

## 出演作品（俳優）

### テレビドラマ
NHK
- 大河ドラマ
  - 花神（1977年）
  - 黄金の日日（1978年）
  - 草燃える（1979年） - 二階堂行政
  - 獅子の時代（1980年） - 困民党幹部
  - おんな太閤記（1981年）
  - 徳川家康（1983年）
  - いのち（1986年） - 荒井壮太の父
  - 武田信玄 (NHK大河ドラマ)（1988年） - 朝比奈信置
  - 太平記（1991年） - 物売り
  - 秀吉（1996年）
  - 元禄繚乱（1999年）
  - 武蔵 MUSASHI（2003年）
- 土曜ドラマ
  - 失楽園'79（1979年） - 教師夫婦
- 御宿かわせみ（1981年）
- 峠の群像（1982年）
- 連続テレビ小説
  - おしん（1983年）
  - チョッちゃん（1987年）第32回 - 男
  - 瞳（2008年）
- 少年（1986年10月25日、NHK）
- 詩城の旅びと（1989年）
- 宝引の辰捕者帳（1995年）
- 新・半七捕物帳 第6話「女行者」（1997年） - 老人
- ズッコケ三人組（1999年）
- オトコマエ!（2008年） - 呉作

日本テレビ
- 光速エスパー（1967年）
- 無用ノ介（1969年） - 目明し
- 火曜日の女シリーズ「幻の女」（1971年、NTV）
- 祭ばやしが聞こえる（1977年）
- 太陽にほえろ! 第695話「赤いドレスの女」（1986年） - 石川（マンションオーナー）
- サイコメトラーEIJI（1999年）
- 百鬼夜行抄（2006年）
- 火曜サスペンス劇場
  - 「小京都ミステリー」　(1991年）
  - 「警部補 佃次郎」（1999年）

TBS
- 噂の刑事トミーとマツ 第1シリーズ
  - 第13話（1980年） - 食堂の主人
  - 第58話（1981年） - 予備校の男
- おんな風林火山（1986年）
- オヨビでない奴!（1987年）
- 天城越え（1998年）※方言指導
- オヤジぃ。（2000年）
- ブラックジャック（2000年）
- 池袋ウエストゲートパーク（2000年）
- 天国に一番近い男（2001年）
- こちら本池上署（2001年）
- ハンドク!!!（2001年）
- 木更津キャッツアイ（2002年）
- ケータイ刑事 銭形愛（2002年） - 猫屋佐助
- クロサギ（2006年）
- トリプル・キッチン（2006年） - 今泉平八郎
- ケータイ刑事 銭形雷（2006年） - 緑川皿蔵
- 花より男子（2007年）
- パパとムスメの7日間（2007年）
- きらきら研修医（2007年）

フジテレビ
- フラワーアクション009ノ1（1969年）
- ミラーマン（1972年） - 司会者 ※ノンクレジット
- 早春スケッチブック（1983年）
- 金曜ファミリーワイド「松本清張の地の骨」（1984年）
- NIGHT HEAD 第12話 THE APARTMENT（隔離）（1993年） - アパート住人
- ギフト 第3話（1997年） - 宿泊客 役
- 美少女H（1998年） - 井上鉄也
- アフリカの夜（1999年） - 豆腐屋
- 古畑任三郎（1999年）
- 小市民ケーン（1999年）
- 合い言葉は勇気（2000年） - 村尾
- HERO（2001年）
- 天体観測（2002年）
- 顔（2003年）
- あなたの隣に誰かいる（2003年） - 菅谷
- ビギナー（2003年） - お爺さんX
- Dr.コトー診療所（2003 - 2006年） - いわおじ（山下巌）
- ワンダフルライフ（2004年） - 小沢哲之助
- 西遊記（2006年） - 鶴林
- サプリ（2006年）
- アテンションプリーズ（2006年 - 2008年）
- 山おんな壁おんな（2007年） - 大藪医師
- ガリレオ（2007年） - 幸吉じいさん
- ロス:タイム:ライフ（2008年）
- 金曜エンタテイメント
  - 「音の犯罪捜査官・響奈津子」（1999年）

テレビ朝日
- 新・荒野の素浪人（1974年）
- 新ハングマン（1983年）
- 序の舞（1984年）
- はぐれ刑事純情派（1999年）
- TRICK 第1話・第8話（2000年） - 警備員（第1話）、菊池寿夫（第8話）
  - TRICK2 第6話・第7話（2002年2月15日・22日、テレビ朝日） - 江戸っ子組長
- ミステリー民俗学者 八雲樹（2004年） - 千倉森彦
- 世直し順庵!人情剣（2005年） - 患者
- 下北サンデーズ（2006年）
- エラいところに嫁いでしまった!（2007年）
- 時効警察（2007年）
- スシ王子!（2007年）
- モップガール（2007年） - 黒田明
- 松本清張 点と線（2007年）
- 警部補 矢部謙三 第5話・第6話（2010年） - 小野寺肇（写真出演）
- 土曜ワイド劇場
  - 「混浴露天風呂連続殺人」（1989年）
  - 「尼さん探偵名推理」（1993年）
  - 「西村京太郎トラベルミステリー」（1999年）
  - 「警視庁女性捜査班4」（2003年） - 君塚須美子の父 役
  - 「女変装捜査官1」（2004年） - 岩瀬泰平 役
  - 「京都殺人案内30」（2007年） - ユ・チェジョン（柳在正） 役

テレビ東京
- 大江戸捜査網 平成版第1・2シリーズ（1990年 - 1991年）
- 超光戦士シャンゼリオン（1996年）
- ウルトラQ dark fantasy（2004年） - 宮田[7]

### 映画
- ハチ公物語（1987年）
- モスラ（1996年）
- リング2（1999年） - タクシーの運転手
- ケイゾク/映画 Beautiful Dreamer（2000年） - 的おやじ
- 世にも奇妙な物語 映画の特別編（2000年） - 老人
- 三文役者（2000年） - アパートの近所の人
- 仄暗い水の底から（2002年） - 神谷
- ラストシーン（2002年）
- 呪怨（2003年） - 斉藤
- ドラゴンヘッド（2003年） - 福島
- 感染（2004年） - 患者
- 世界の中心で、愛をさけぶ（2004年） - 商店のおじさん
- ドラッグストア・ガール（2004年） - 工房のおじさん
- レディ・ジョーカー（2004年） - 物井清二
- 怪談新耳袋（2005年） - 恵比寿
- 四日間の奇蹟（2005年） - 新田満
- サイレン 〜FORBIDDEN SIREN〜（2006年）
- 呪怨 パンデミック（2007年日本公開） - バスの中でいないないばーをする老人
- 眉山-びざん-（2007年） - 患者
- 自虐の詩（2007年）
- L change the WorLd（2008年）
- 真木栗ノ穴（2008年） - 杉村一成
- ヘブンズ・ドア（2009年）

### 舞台
- 十五夜物語
- 椿姫

### バラエティ
- とんねるずのみなさんのおかげです「関東石橋組見参!!」（1995年） - アパートの大家さん

### CM
- 春日井製菓 黒あめ 黒あめマン篇・老夫婦篇（2001年） - 医師、黒あめマンに変身するお爺ちゃん

## 出演作品（声優）

### テレビアニメ
1963年
- 鉄腕アトム (アニメ第1作)（ナレーター）

1965年
- 宇宙エース

1968年
- 怪物くん
- 妖怪人間ベム（主僧）

1969年
- 海底少年マリン（男、艦長）

1970年
- 魔法のマコちゃん（パパ）

1971年
- 原始少年リュウ（1971年 - 1972年）

1972年
- 正義を愛する者 月光仮面

1976年
- 超電磁ロボ コン・バトラーV（北辰造[8]）

### 劇場アニメ
1964年
- 鉄腕アトム 宇宙の勇者（ナレーター）

1970年
- 海底3万マイル

### ゲーム
- 仮面ライダー（1998年、ピラザウルス）

### 吹き替え
1963年
- アウター・リミッツ（記者、グレイソン、通信士）

1982年
- アメリカン・ヒーロー（ハーラン〈ビル・クイン〉）

### 特撮
1967年
- ウルトラセブン（第12話のスペル星人の声）

1968年
- 戦え! マイティジャック（第16話のナレーター）

1971年
- 帰ってきたウルトラマン（第1・18・30・31・37・51話のウルトラマンの声、雪男星人バルダック星人の声、電磁波怪人メシエ星雲人の声、宇宙参謀ズール星人参謀の声、宇宙怪人ササヒラーの声、第51話の初代ウルトラマンの声）
- 仮面ライダー（ゲバコンドルの声、ピラザウルスの声[要出典]、エイキングの声、再生ジャガーマンの声、ワシカマギリの声[要出典]）

1972年
- ウルトラマンA（地獄星人ヒッポリト星人の声）
- 仮面ライダー対じごく大使（ジャガーマンの声）
- 変身忍者 嵐（オニビマムシの声、ドクモリバチの声、イノシシブライの声[要出典]）
- ミラーマン（第23話の樋口警部の声、第31・38・39話のインベーダーの声）

### ラジオ
- おはようコーラス

### ナレーション
- サインはV（1969年 - 1970年）※第1・2話のみ

### その他
- 世界まるごとHOWマッチ（声の出演）